# Riksväg 92

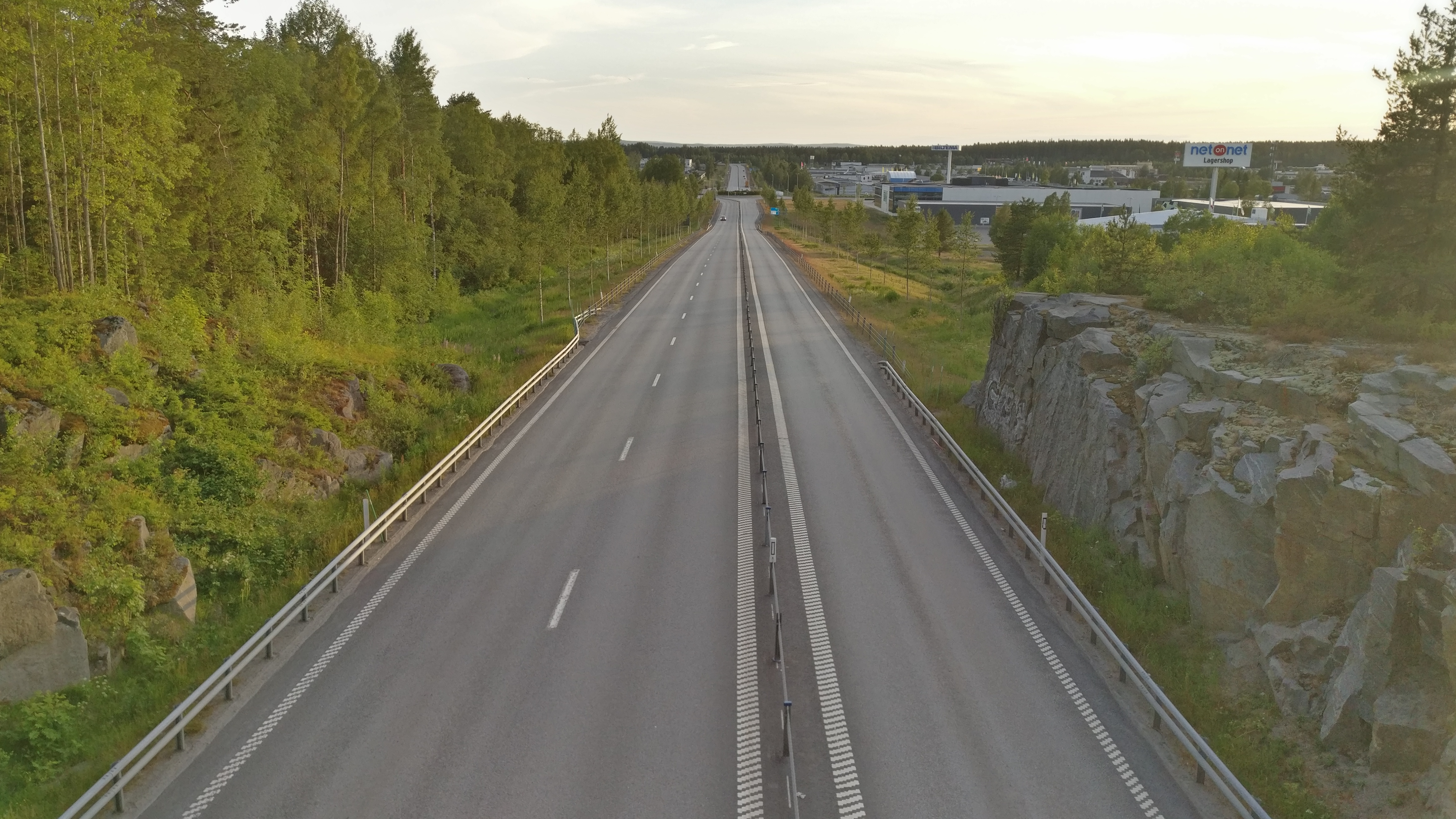
Europaväg 12/riksväg 92 genom Ersboda.

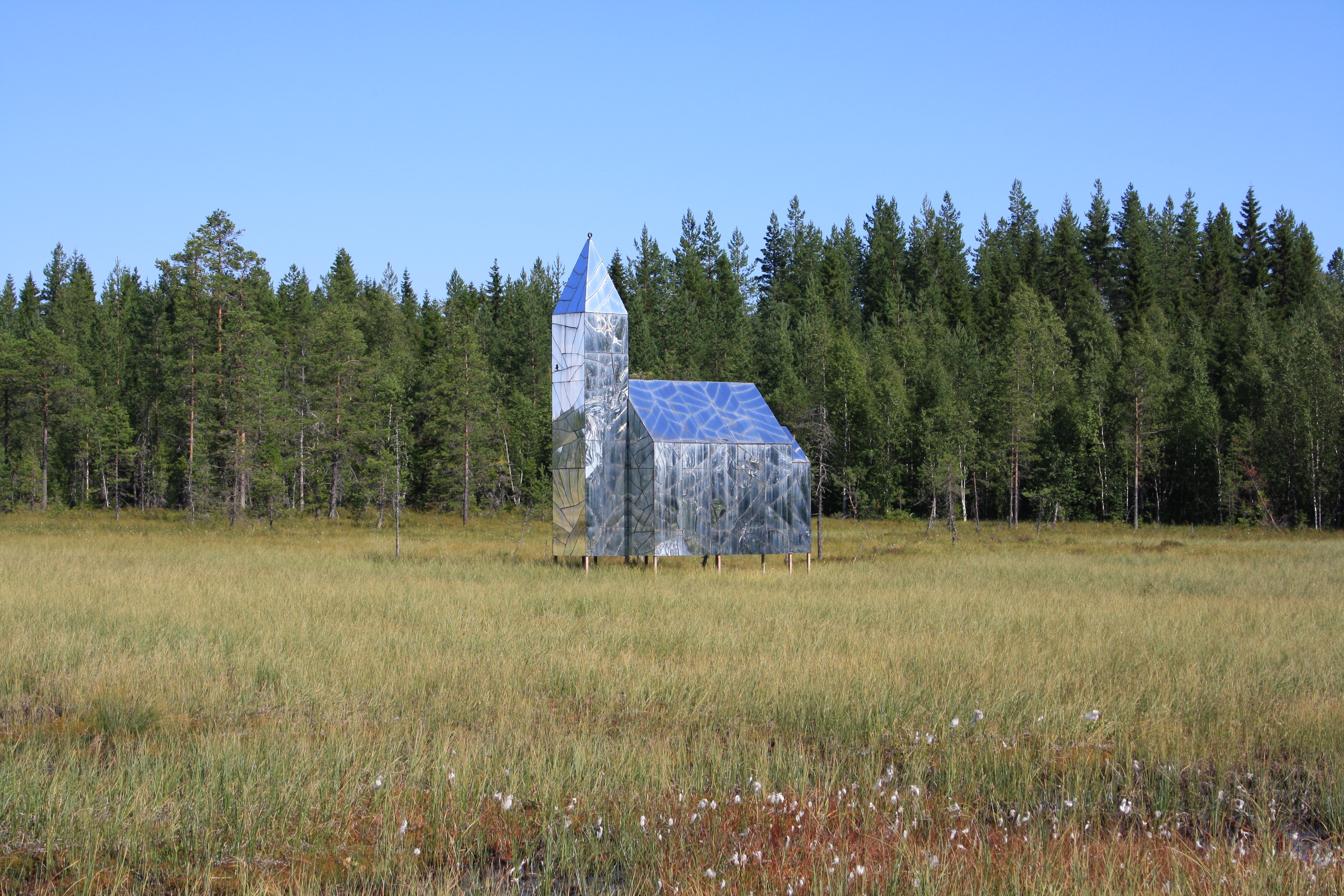
14 kilometer väster om Vännäs, utmed riksväg 92 står konstverket Hägring.

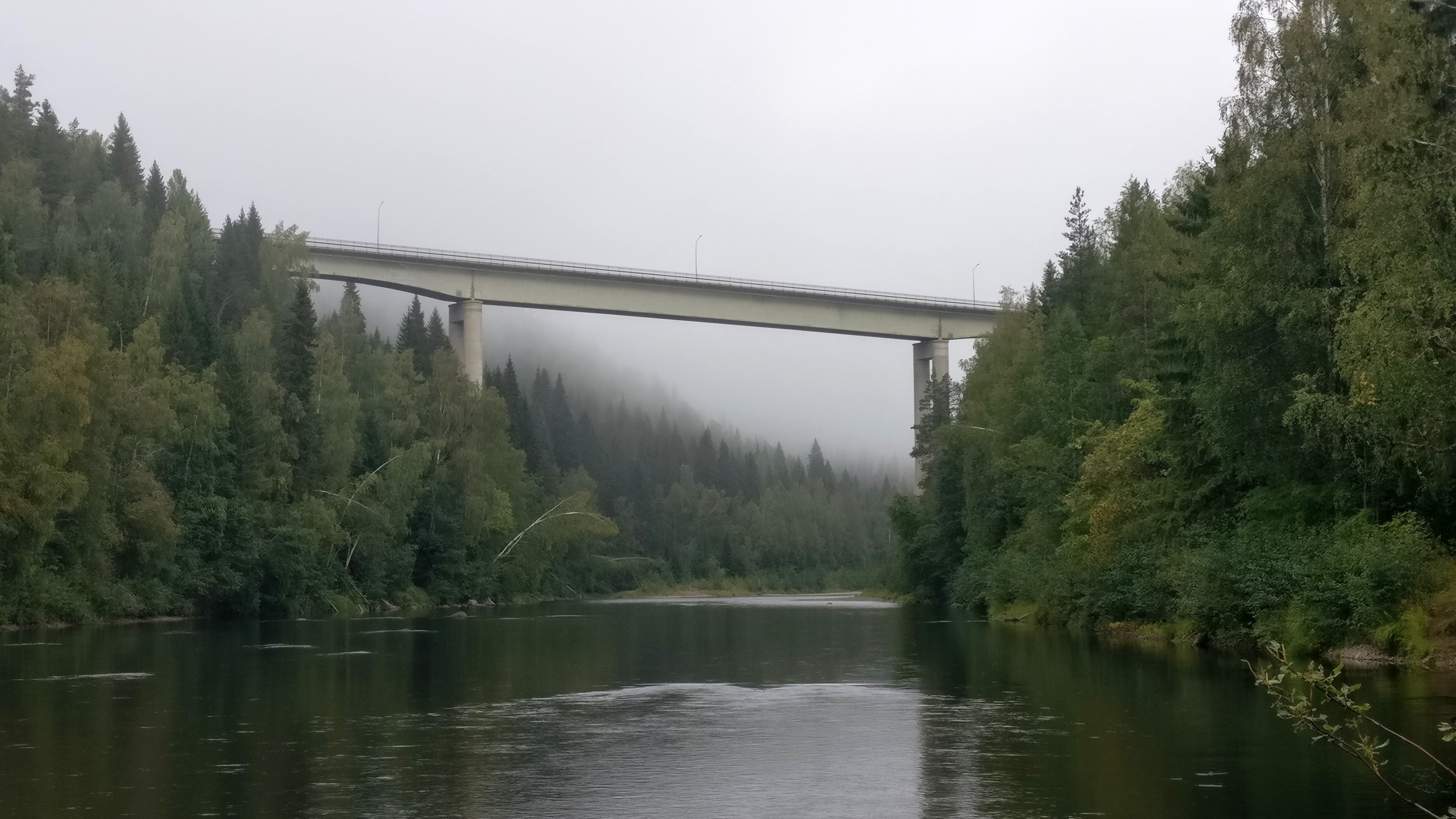
Den 47 meter höga Öreälvsbron utanför Bjurholm.

Riksväg 92 är en 211 kilometer lång riksväg som löper mellan Umeå och Dorotea i Västerbottens län i norra Sverige. Vägen går genom landskapen Västerbotten, Ångermanland och Lappland.

## Sträckning
Umeå - Vännäsby - Vännäs - Bjurholm - Balsjö - Fredrika - Tallsjö - Åsele - Dorotea.
Riksväg 92 börjar vid Nydalarondellen i Umeås nordöstra utkant där Europaväg 4 ansluter. Den första delsträckan utgör den nordliga delen av Umeås framtida ringled och kringgår därmed centrala Umeå. Från Umeå till förbifarten norr om Vännäs är vägen gemensam med Europaväg 12 (dock endast tillfälligt på sträckan Ersboda - Klockarbäcken). Vägen följer Umeås älvdal förbi byarna Brännland och Brattby innan Vindelälven passeras vid Vännäsby, som blir riksväg 92:s första älvpassage. Där E12 svänger av åt höger i en vanlig plankorsning fortsätter riksväg 92 rakt fram och går i en båge väster om Vännäs, korsar Umeälven, älv nummer två, och styr sedan ganska rakt västerut längs hela sin sträckning.
Mellan Vännäs och Bjurholm passerar vägen genom ett blandat odlings- och skogslandskap. Precis efter förbifarten norr om Bjurholm korsas älv nummer tre, Öreälven, på en hög bro. Efter byn Balsjö tar de djupa skogarna vid. Halvvägs mellan Bjurholm och Fredrika passeras Lögdeälven, älv nummer fyra. Vägen går söder om småorten Fredrika, och man ser inte mycket mer än en bensinstation vid passagen. Fredrika ligger vid Gideälven, älv nummer fem.
Mot Åsele passerar vägen på behörigt avstånd från de tre större byarna Tallsjö, Borgsjö och Älgsjö. Här slutar byanamnen oftast på -sjö, från Umeälvens vattensystem och norrut är efterleden oftast -träsk. Infarten till Åsele markeras av ett stort hotell och bron över den breda Ångermanälven, älv nummer sex. Efter passage genom Åsele är det väldigt glest mellan gårdarna de knappa fem milen till ändpunkten Dorotea. Den gamla vägsträckningen genom byarna Lomsjö, Lavsjö och Laiksjö som löper parallellt med riksväg 92 är mindre monoton och erbjuder bättre vyer.
För att se den sjunde älven, Saxälven, längs turistvägen Konstvägen sju älvar, måste man passera Dorotea och fortsätta längs länsväg 1052 mot Borgafjäll.

## Vägutformning
Vägen är mestadels miljöstakad tvåfilig landsväg 7-9 meter bred, bitvis mer linjestakad när terrängen med sjöar och kullar styrt. Tätorterna längs vägen passeras med förbifarter, undantaget Åsele där genomfarten har en mer gatuliknande karaktär. På sträckan närmast Umeå där riksväg 92 är gästväg på E12 varierar standarden mellan i huvudsak 9 meter bred landsväg och 13 m bred mötesfri 2+1-väg. Sträckan förbi Klockarbäcken och ett kortare avsnitt genom Ersboda är 16,5 meter bred mötesfri 2+2-väg.
Hastighetsbegränsningen är satt till 90 eller 100 km/h förutom mellan Umeå och Penglund där högsta tillåten hastighet är 80 km/h på de avsnitt där mötesseparering saknas. På sträckan genom Ersboda är hastigheten dock satt till 80 km/h trots att denna sträcka är mötesseparerad. Troligtvis beror detta på att vägen går nära bebyggelse samt att det är tätt mellan cirkulationsplatserna.

## Planer
- I samband med byggandet av Norrbotniabanan kommer en ny vägbro att anläggas vid Västerslätt i Umeå. Riksväg 92 kommer att passera på bro över Norrbotniabanan i närheten av den befintliga bron över Umeåbanan. Projektet ska vara klart 2024.[1]
- Det finns planer att bygga om hela E12/riksväg 92 mellan Umeå och Vännäs till mötesfri 2+1-väg. Projektet har lagts på is och endast en av totalt tre etapper har färdigställts. För närvarande (2018) saknas finansiering av projektet.[2]

## Historik

### Nummerhistoria
Delen Umeå - Vännäs blev 1951 skyltad som Länshuvudväg 361, medan delen Vännäs - Dorotea var Länshuvudväg 354. Vid vägnummeromläggningen 1962 blev sträckan Umeå - Vännäs (-Storuman) riksväg 93, delen Vännäs - Åsele riksväg 92 och sträckan Åsele - Dorotea behöll sitt nummer och blev länsväg 354. Sedan 1986 har Riksväg 92 sin nuvarande sträckning. När Norra länken i Umeå invigdes år 2012 skyltades dock riksväg 92 om till denna sträcka. Den gamla vägsträckningen längs Vännäsvägen från centrala Umeå till Kronoparksrondellen blev då länsväg 507.

### Bygghistoria
Vägen Vännäs-Lomberget (väster om Åsele) går långa bitar i stort sett i samma sträckning som på 1940-talet, men en bit vid Braxsele går i ny sträckning från 1950-talet, och en sträcka väster om Fredrika i ny sträckning från 1970-talet. Längre sträckor byggdes då troligen om i ungefär samma sträckning. Sträckan Balsjö (vid Bjurholm)-Lomberget går till och med i ungefär samma sträckning som 1900/1910-talen, liksom Vännäs-Braxsele. Bron i Vännäs är dock från ungefär 1990, innan dess användes den som är rakt söder om Vännäs. Vägen Lomberget-Dorotea är nybyggd på 1970-talet. Den sistnämnda vägsträckan byggdes smalare än andra sträckor eftersom det var länsväg då.
Den cirka 2 km långa fyrfältsvägen mellan Kronoparksrondellen och Prästsjörondellen invigdes år 2021. Den trafikljusreglerade korsningen med Kullavägen ersattes då även av en planskild trafikplats.

## Kuriosa
Riksväg 92 är en del av turistvägen Konstvägen Sju Älvar. Den korta biten Älgsjö - Åsele är en del av militärvägen.

## Trafikplatser och korsningar
|  | Nr | Namn                      | Skyltning                                                |
|  | -- | ------------------------- | -------------------------------------------------------- |
|  |    | Nydalarondellen           | Haparanda, Sundsvall; Vasa, Holmsund; Ersboda, Marieberg |
|  |    | Mariedalsrondellen        | Ersboda, Mariedal                                        |
|  |    | Ersbodarondellen          | Burträsk, Ersboda; Mariedal, Centrum                     |
|  |    | Västerslättsrondellen     | Sorsele; Centrum, Västerslätt                            |
|  |    | Kronoparksrondellen       | Centrum, Umedalen, Västerhiske, Kronoparken (92 svänger) |
|  | -  | Trafikplats Klockarbäcken | Kulla, Umedalen, Klockarbäcken                           |
|  |    | Prästsjörondellen         |                                                          |
|  | -  | Trafikplats Norrfors      | Norrfors, Svallet (endast till/från öst)                 |
|  | -  | Trafikplats Gubböle       | Gubböle                                                  |
|  |    |                           | Över Vindelälven, cirka 220 m                            |
|  |    | Vännäs                    | Mo i Rana, Lycksele                                      |
|  |    |                           | Över Umeälven, cirka 280 m                               |
|  |    | Bjurholm                  | Nordmaling                                               |
|  |    | Öreälvsbron               | Över Öreälven, cirka 250 m                               |
|  |    | Bjurholm                  | Lycksele                                                 |
|  |    | Fredrika                  | Örnsköldsvik                                             |
|  |    | Älgsjö                    | Lycksele                                                 |
|  |    | Åsele                     | Sollefteå, Vilhelmina                                    |
|  |    |                           | Över Ångermanälven, cirka 150 m                          |
|  |    | Dorotea                   | Östersund, Arvidsjaur                                    |

### Korsande järnvägar
- Vännäs-Umeå-Holmsund, två gånger, planskilt
- Stambanan genom övre Norrland, en gång, planskilt